# Jorma Valtonen (Leichtathlet)
Jorma Olavi Valtonen (* 29. März 1923 in Sakkola, heute Gromowo, Oblast Leningrad; † 31. Mai 2001 in Savonlinna) war ein finnischer Weitspringer.
Bei den Olympischen Spielen 1952 in Helsinki wurde er Fünfter.
1949 und 1950 wurde er Finnischer Meister. Seine persönliche Bestleistung von 7,36 m stellte er 1953 auf.